# Duplipecten
Duplipecten is een geslacht van uitgestorven tweekleppigen uit de familie van de Pectinidae (mantelschelpen).

## Soorten
- Duplipecten devinctus (Suter, 1917) †
- Duplipecten parki (Marwick, 1942) †
- Duplipecten waihaoensis (Suter, 1917) †